# مشاري سرور سعد
مشاري سرور سعد (2 يوليو 1987) هو رياضي كويتي متخصص في لعبة دفع الجلة.

## حياة مهنية
سجل هدفاً من مسافة 19.37 في مايو 2013 للفوز بالميدالية الذهبية في البطولة العربية المقامة في الدوحة.

## السجلات
| الحدث     | وقت             | مكان        | تاريخ          |
| --------- | --------------- | ----------- | -------------- |
| دفع الجلة | 19.54 مترًا (NR) | كوالا لمبور | 30 سبتمبر 2016 |